# Caio Túlio Costa
Caio Túlio Costa (Alfenas, 1954) é jornalista, professor, doutor em Comunicação pela Escola de Comunicações e Artes da USP, executivo na área de comunicação digital e Visiting Research Fellow (no outono de 2013) na Columbia University Graduate School of Journalism, em Nova York. É também fundador do Torabit, uma plataforma de monitoramento digital fundada em 2017.

## Carreira
Caio Túlio começou no jornalismo profissional em 1972 como redator do jornal O Imparcial, de Tupi Paulista. Formou-se em jornalismo pela Escola de Comunicações e Artes da Universidade de São Paulo (onde também cursou filosofia) e, em 1978, foi trabalhar no jornal mensal Leia Livros, um book review fundado pelo editor Caio Graco Prado (Editora Brasiliense) e pelo jornalista Cláudio Abramo. No Leia, Caio Túlio foi Secretário de Redação e Diretor de Redação.
Na sequência, a partir de 1981, Caio Túlio trabalhou durante 21 anos na empresa que edita o jornal Folha de S.Paulo onde foi editor, secretário de redação, correspondente na Europa (baseado em Paris), diretor de revistas e pioneiro nos investimentos da empresa em internet. Foi ainda escolhido o primeiro ombudsman da imprensa brasileira, cargo que exerceu neste mesmo jornal.
Em 1992 Caio Túlio criou a Revista da Folha e, em 1995, começou a trabalhar na criação do que seria depois o Universo Online, o UOL, do qual, além de fundador, foi o diretor geral até 2002.
Ao se desligar do grupo Folha, no final de 2002, Caio Túlio passou a presidir  a Fundação Semco, onde ajudou a criar o Instituto DNA Brasil, centro de estudos voltado para as questões estratégicas do Brasil.
Deu aulas de Ética Jornalística de 2003 a 2012 na Faculdade Cásper Líbero, em São Paulo, cujo curso foi a base de seu doutorado na Escola de Comunicações e Artes na Universidade de São Paulo (USP).
Em maio de 2006 assumiu o cargo de presidente do Internet Group, braço de internet da Brasil Telecom, que reunia os portais e provedores iG, iBest e BrTurbo. Deixou o iG em janeiro de 2009 depois que a empresa foi adquirida pela Oi. Em 2009, trabalhou como consultor para a elaboração da estratégia de plataforma para a convergência da Oi.
Em junho de 2008 Caio Túlio defendeu sua tese na USP e tornou-se doutor em Comunicação. O trabalho trata da ética no jornalismo, tanto na sua forma impressa tradicional quanto na nova mídia. Intitula-se "Moral Provisória - Ética e jornalismo: da gênese à nova mídia".
De 2010 a 2014 foi sócio da MVL Comunicação, onde foi responsável pela unidade de mídia digital.
Em 2010 e, de novo, em 2014, foi o responsável pela comunicação digital das campanhas de Marina Silva (no Partido Verde-PV e no PSB) à Presidência da República.
Caio Túlio também foi "chairman" da Phorm no Brasil (em 2011), empresa especializada em "behavior targeted advertising" e precursora da mídia programática.
De 2011 a 2018 deu aulas de jornalismo digital no curso de pós-graduação em jornalismo da ESPM, em São Paulo.
Em 2012, tornou-se um dos curadores do concurso cultural Movimento HotSpot.
Em 2013, tendo como escola mãe a ESPM-SP, Caio Túlio aceitou convite da Columbia University para a função de Visiting Research Fellow na Graduate School of Journalism, de setembro a dezembro, a fim de realizar pesquisa sobre os modelos de negócio da indústria da comunicação na era digital que resultou num paper no qual analisa um modelo de negócio possível para o jornalismo na era digital.
Caio Túlio foi conselheiro da Transparência Brasil, participou dos conselhos editoriais da Revista de Jornalismo da ESPM e da Revista Pesquisa Fapesp e também foi conselheiro da Fundação Padre Anchieta, mantenedora da TV Cultura de São Paulo.
Em 2017, com mais dois sócios, fundou a Torabit, startup dedicada ao monitoramento digital. Ela é voltada para qualquer empresa, instituição ou indivíduo que precise saber e/ou administrar o que acontece com seu nome ou marca no ambiente digital (redes sociais, blogs, sites e portais).

## Obra
Tem publicado quatro livros, Ética, jornalismo e nova mídia - uma moral provisória (Zahar, 2009), O que é Anarquismo (Brasiliense, 1981), Cale-se (A Girafa, 2003) e Ombudsman - O Relógio de Pascal (Geração Editorial, 2006). Também ministrou aulas de Jornal Laboratório no departamento de Jornalismo da PUC de São Paulo e ministrou curso na pós-graduação da ECAUSP.
É coautor da primeira versão do Manual Geral de Redação da Folha (1984), tem artigos em livros sobre comunicação e organizou livros do Instituto DNA Brasil tais como 50 Brasileiros param para pensar o país (Instituto DNA Brasil, 2005) e Somos ou estamos corruptos? (Instituto DNA Brasil: 2006). Além disso, foi o diretor geral dos primeiros eventos anuais do Instituto DNA Brasil que reúnem personalidades notáveis das diversas áreas do conhecimento para pensar o futuro do país.
Em 2014 teve publicada pela Revista de Jornalismo da ESPM o seu paper desenvolvido na Universidade Columbia: Um modelo de negócio para o jornalismo digital, disponível online em seu site.
Em 2021 participou, como co-autor, do livro Tempestade Perfeita (Intrínseca) que apresenta sete diferentes visões da crise que acomete o jornalismo profissional. Organizado pelo editor Roberto Feith, o livro traz análises dos jornalistas Cristina Tardáguila, Helena Celestino, Luciana Barreto), Marina Amaral, Merval Pereira e Pedro Bial. 

## Prêmios
Prêmio Caboré como Profissional de Veículo em 199.
Prêmio Jabuti (Comunicação e Artes) com o Livro "Ética, Jornalismo e Nova Mídia" (Zahar) em 2010.
Jornalista do Ano, pelo XI Prêmio Anatec de 2015.
Pioneiro Digital no iBest Hall of Fame de 2020.
Prêmio Destaques em Governança da Internet no Brasil, dado pela CGI.br em 2020.